# Saint-Laurent-le-Minier
Saint-Laurent-le-Minier é uma comuna francesa na região administrativa de Occitânia, no departamento de Gard. Estende-se por uma área de 13,26 km². Em 2010 a comuna tinha 361 habitantes (densidade: 27,2 hab./km²).